# FFF급 관심용사
《FFF급 관심용사》는 파르나르 작가가 2018년 11월 6일부터 연재한 판타지 소설이다.